# Хирам Уесли Еванс
Хирам Уесли Еванс е американски стоматолог и политик, лидер на расистката организация „Ку-клукс-клан“ (1922 – 1939).

## Биография
Еванс е роден на 26 септември 1881 г. в град Ашланд, щата Алабама.
Следва висше образование в университета Вандербилт със специалност „Стоматология“. До 1920 г. работи като зъболекар в град Далас, щата Тексас.
След това се присъединява към „Ку-клукс-клан“, става лидер на организацията (1922). През август 1925 г. организира най-големия парад на организацията, събрал около 40 000 бели „рицари“ във Вашингтон.